# Kaj Heurlin
Kaj Olof Sören Heurlin, född 13 maj 1921 i Göteborg, död 7 oktober 2017 i Göteborg, var en svensk läroboksförfattare.
Heurlin, som var son till grosshandlare Knut Heurlin, blev filosofie licentiat 1950 och var verksam som lektor i födelsestaden. Han blev gymnasieinspektör 1966. Han är mest känd som författare av läroböcker i franska språket. Heurlin är begravd på Örgryte gamla kyrkogård.